# Pedionomus torquatus
Pedionomus torquatus là một loài chim trong họ Pedionomidae.

## Bị đe dọa
Quần thể chỉ từ 250 đến 999 cá thể, bị đe dọa bởi việc canh tác ở các đồng cỏ bản địa ngày càng có xu hướng tăng. Thuốc trừ sâu để kiểm soát châu chấu có thể giết chết loài chim này, trực tiếp hoặc gián tiếp gây ảnh hưởng thông qua chuỗi thức ăn. Bị tiêu diệt của cáo và các loài bản địa ở khu vực, cháy rừng, thợ săn, biến đổi khí hậu và các điều kiện khắc nghiệt như hạn hán và lũ lụt gây cản trở việc phục hồi quần thể.

## Bảo tồn
Xây dựng và thực hiện chiến lược chăn nuôi nhốt. Tạo điều kiện thuận lợi cho việc quản lý chăn thả cho gia súc, giảm thiểu và nếu có thể thì ngăn chặn việc trồng trọt và làm mất đi các khu vực quan trọng của môi trường sống của Pedionomus torquatus.